# Dryophytes

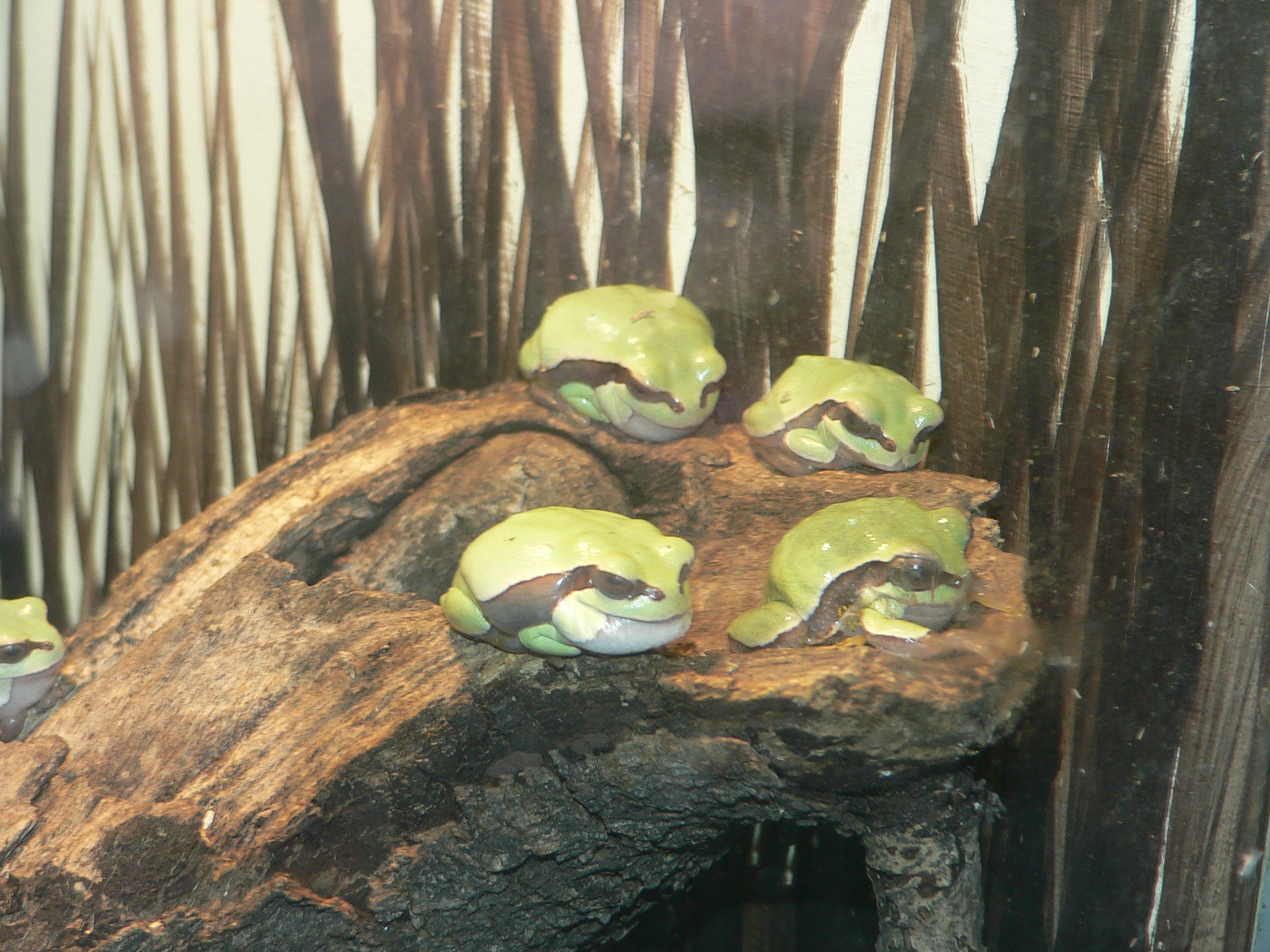
Vier Männchen von Dryophytes andersonii im Philadelphia Zoo

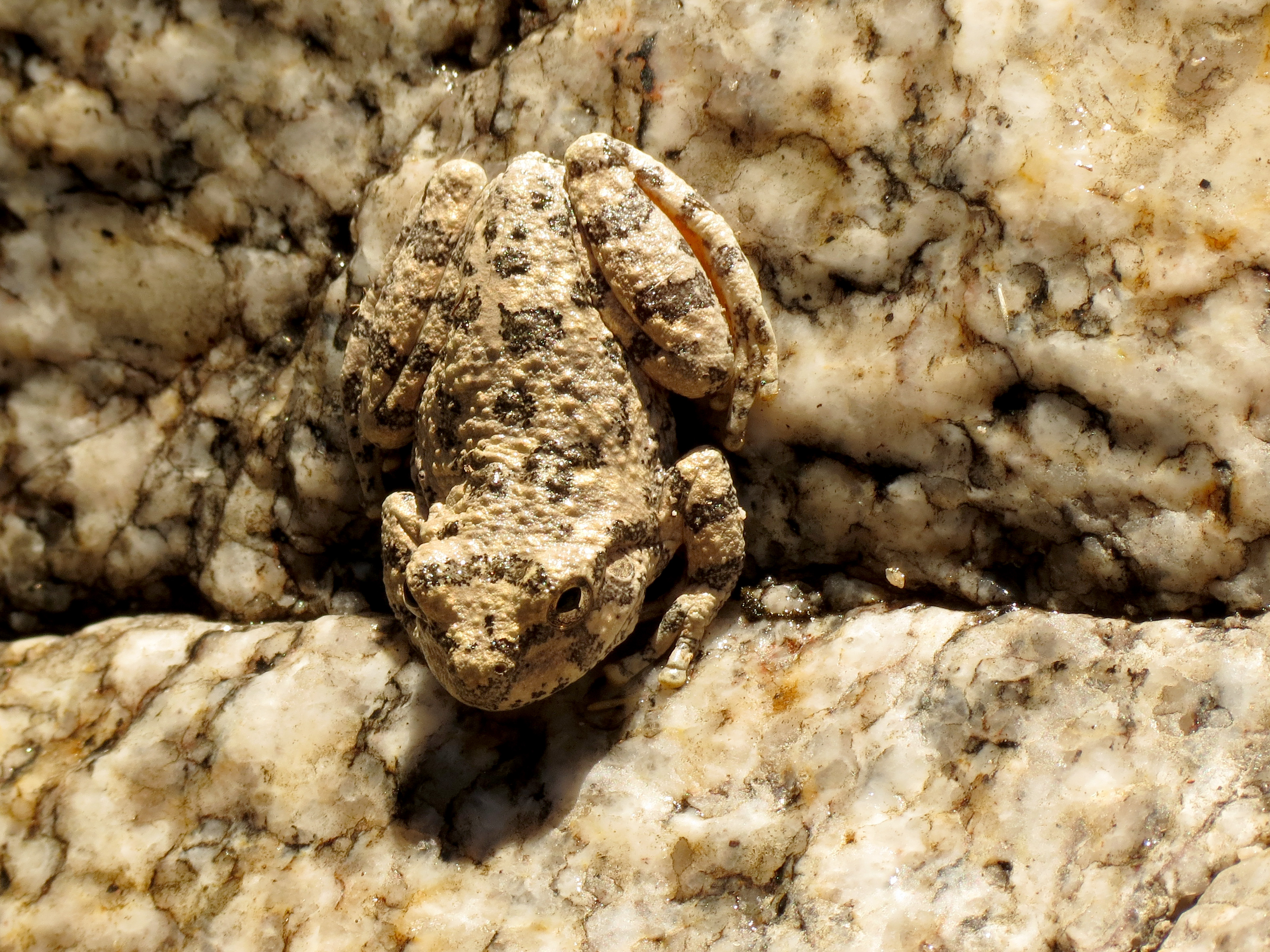
Dryophytes arenicolor in den Santa Catalina Mountains in Arizona, USA

Dryophytes ist eine Gattung von Froschlurchen aus der Familie der Laubfrösche (Hylidae). Sie waren lange Zeit in die Gattung der Laubfrösche im engeren Sinn (Hyla) eingegliedert. 2016 wurde die Gattung Dryophytes wiedererrichtet, um Arten aus Nordamerika und Ostasien zusammenzufassen.

## Merkmale
Im Regelfall haben die Frösche eine relativ glatte Haut und sind grün gefärbt, es gibt jedoch zahlreiche Varianten, die zur Tarnung an die Farben von Fels oder Erde angepasst sind. Die Arten der Gattung Dryophytes sind wie die Laubfrösche aus anderen Gattungen und Familien an das Leben auf Bäumen angepasst. Sie haben verbreiterte Haftscheiben an ihren Fingern und Zehen, die es ihnen ermöglichen, auf die Bäume zu klettern.

## Verbreitung
Die Arten kommen in Nordamerika, östlich der Sierra Nevada, vom Süden Kanadas bis zum Golf von Mexiko vor. Im Hochland von Mexiko erreicht ihr Verbreitungsgebiet die Bundesstaaten Oaxaca, Chiapas und das angrenzende Guatemala.
In Ostasien gehören der äußerste Osten Russlands, Ostchina, die koreanische Halbinsel, Japan und die Ryūkyū-Inseln zu ihrem Verbreitungsgebiet.

## Systematik und Taxonomie
Die Gattung Dryophytes wird zur Unterfamilie Hylinae innerhalb der Familie der Laubfrösche (Hylidae) gezählt. In dieser Familie kam es zu zahlreichen Revisionen, bei denen mehrere Gattungen neu beschrieben und weitere Unterfamilien ausgegliedert wurden. 2016 wurde die Gattung Dryophytes wiedererrichtet, und aus der Gattung Hyla ausgegliedert. Sie bleibt aber umstritten, da sie nur aus biogeographischen Gründen zusammengestellt wurde, um Arten aus Nordamerika und Ostasien zusammenzufassen. Es gibt hingegen kaum morphologische Begründungen für diese Abtrennung. Allerdings hat sich bei molekulargenetischen Untersuchungen gezeigt, dass diese Gruppe monophyletisch ist und den Arten einige physiologische Eigenschaften gemeinsam sind.
Die Typusart der Gattung ist Dryophytes versicolor.

### Arten
Die Gattung umfasst 20 Arten:
Einige der Arten sind gefährdet oder gelten als neuzeitlich ausgestorben. Andererseits wurden verschollen geglaubte Arten durch intensive Forschung wiederentdeckt. In der Gattung Dryophytes gilt Dryophytes bocourti (Synonym: Hyla bocourti) aus Guatemala als verschollen.
Stand: 6. August 2022
- Dryophytes Fitzinger, 1843
  - Dryophytes andersonii (Baird, 1854) – Anderson-Laubfrosch
  - Dryophytes arboricola (Taylor, 1941)
  - Dryophytes arenicolor Cope, 1866
  - Dryophytes avivoca (Viosca, 1928)
  - Dryophytes bocourti (Mocquard, 1899)
  - Dryophytes chrysoscelis (Cope, 1880) – Copes Grauer Laubfrosch
  - Dryophytes cinereus (Schneider, 1799) – Karolina-Laubfrosch
  - Dryophytes euphorbiaceus (Günther, 1858)
  - Dryophytes eximius (Baird, 1854)
  - Dryophytes femoralis (Daudin, 1800)
  - Dryophytes flaviventris Borzée & Min, 2020
  - Dryophytes gratiosus (LeConte, 1856)
  - Dryophytes immaculatus (Boettger, 1888)
  - Dryophytes japonicus (Günther, 1859 (1858)) – Japanischer Laubfrosch inkl. Dryophytes ussurensis
  - Dryophytes plicatus (Brocchi, 1877)
  - Dryophytes squirellus (Daudin, 1800) – Eichhörnchen-Laubfrosch
  - Dryophytes suweonensis (Kuramoto, 1980)
  - Dryophytes versicolor (LeConte, 1825)
  - Dryophytes walkeri (Stuart, 1954)
  - Dryophytes wrightorum (Taylor, 1939)

Ob Dryophytes suweonensis als eigene Art gelten kann oder mit Dryophytes immaculatus synonymisiert werden soll, ist Gegenstand von Untersuchungen. Dryophytes ussuriensis gilt in vielen systematischen Zusammenstellungen als Synonym von Dryophytes japonicus. Die als Hyla heinzsteinitzi aus der Gegend von Jerusalem beschriebene Art gehört ebenfalls zu Dryophytes japonicus und wurde aus dem Fernen Osten nach Israel eingeführt.

## Galerie

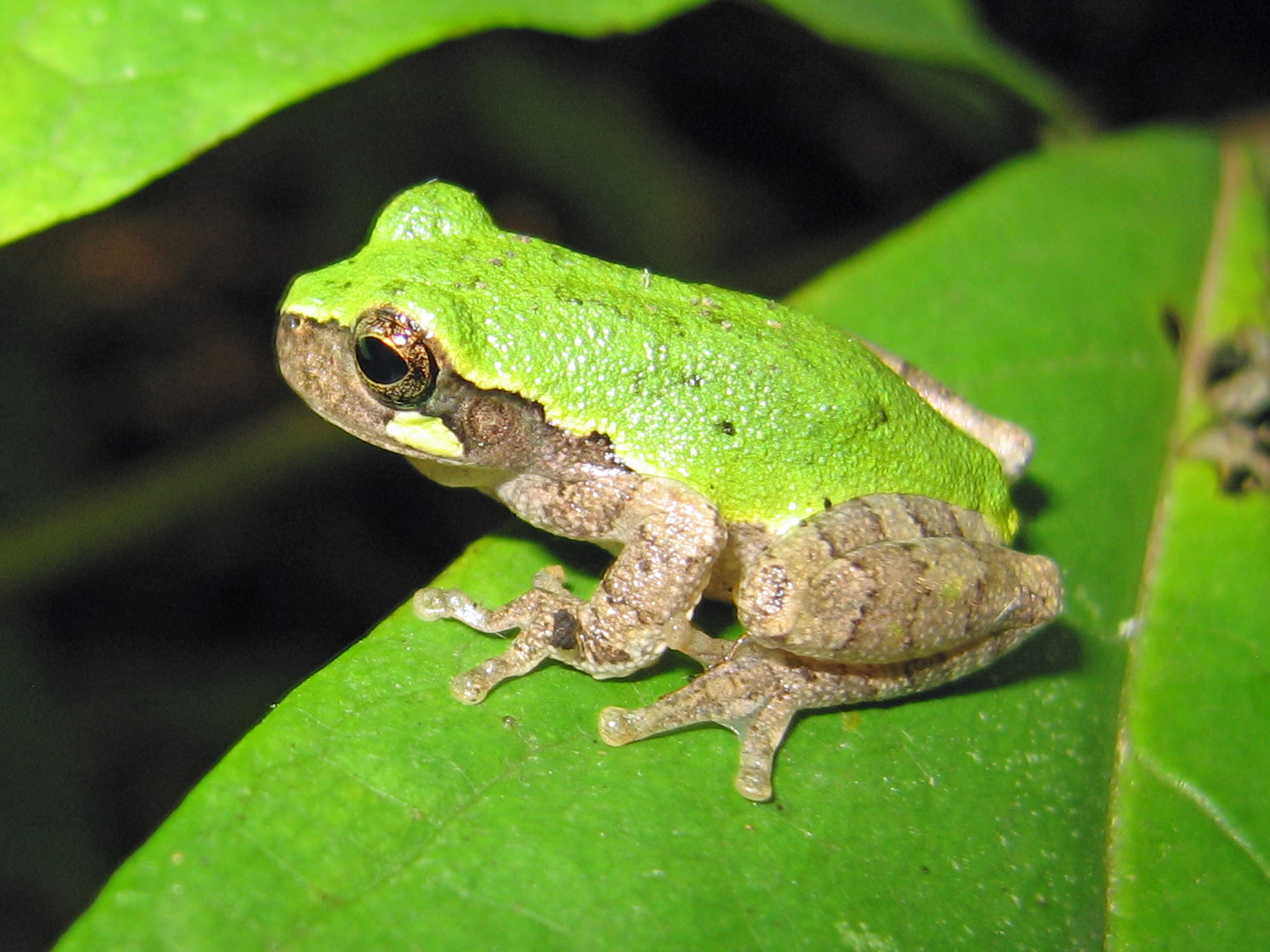
Dryophytes avivoca
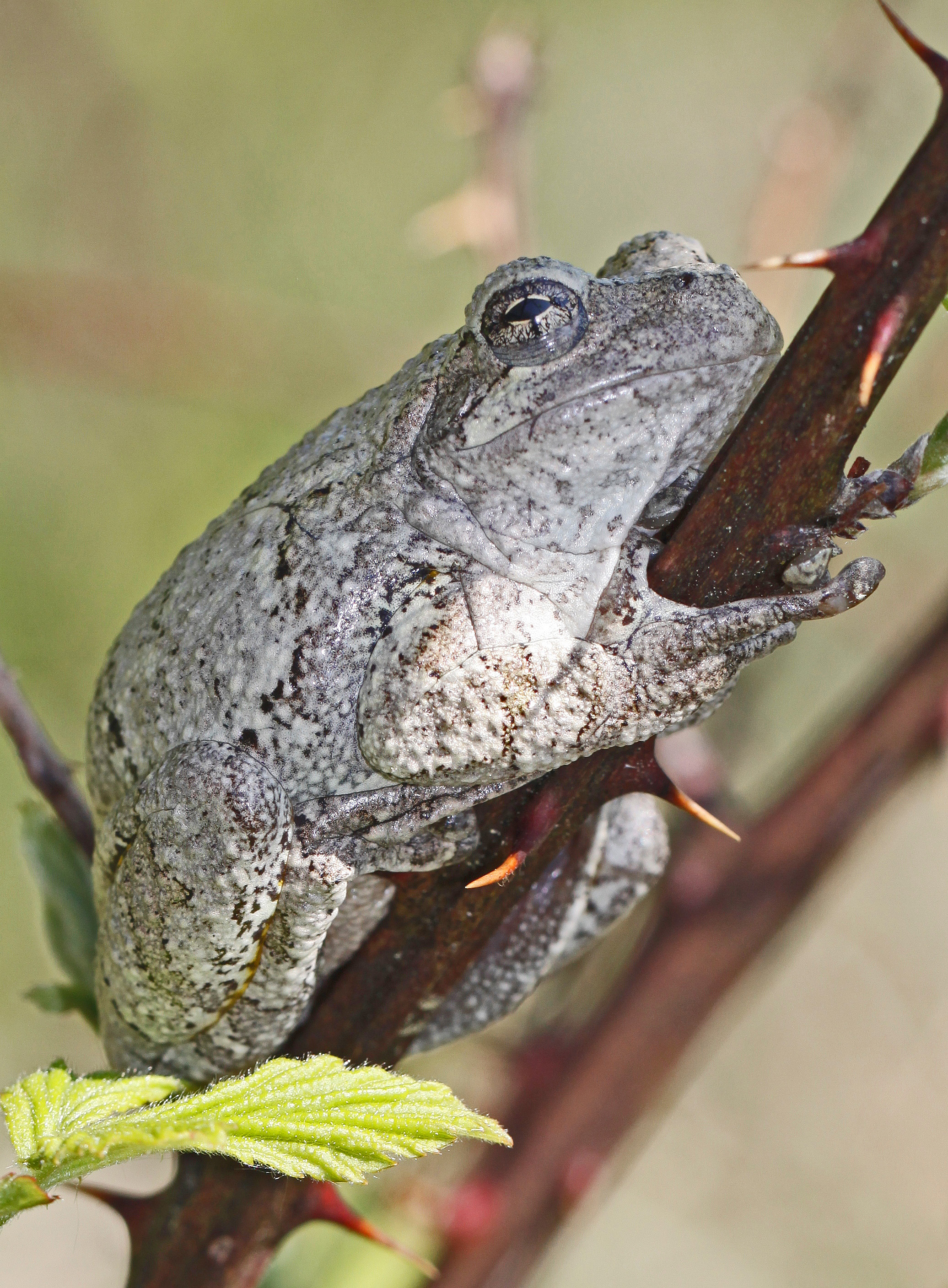
Dryophytes chrysoscelis
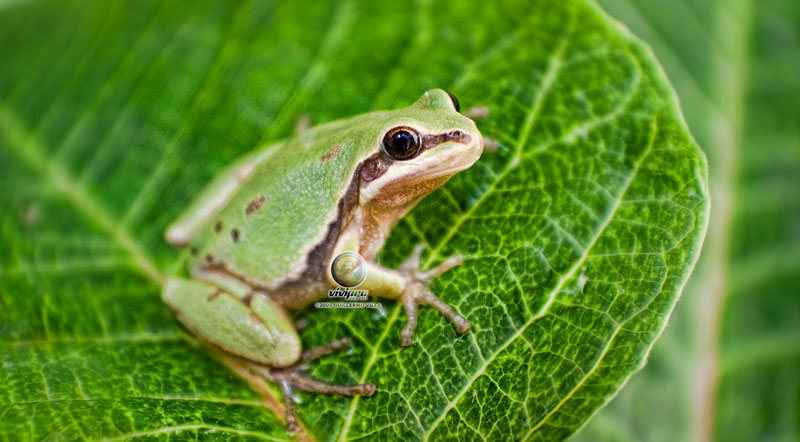
Dryophytes eximius
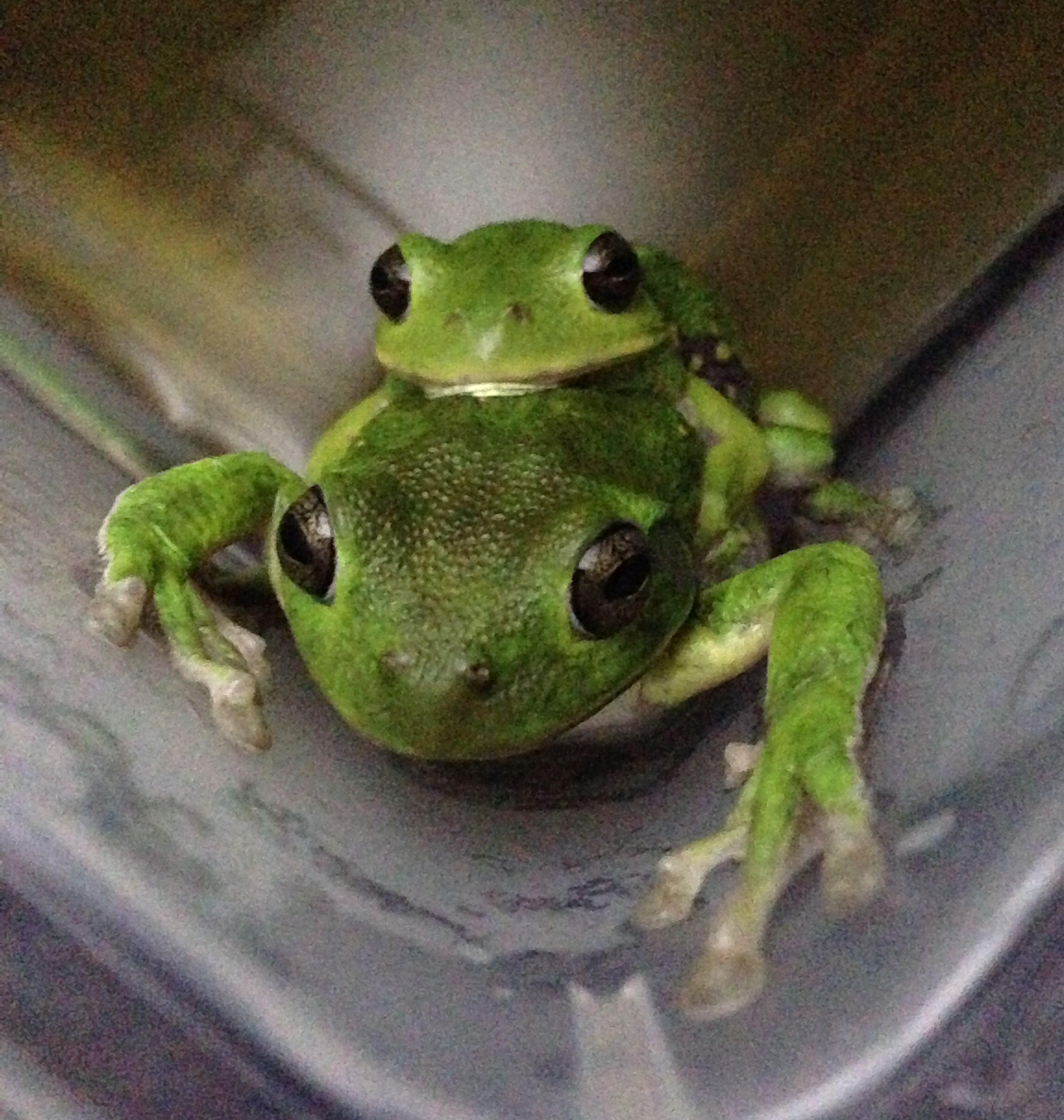
Dryophytes gratiosus in Amplexus
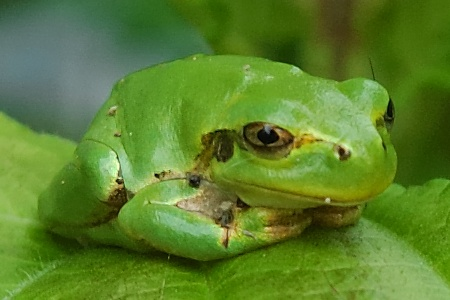
Dryophytes japonicus
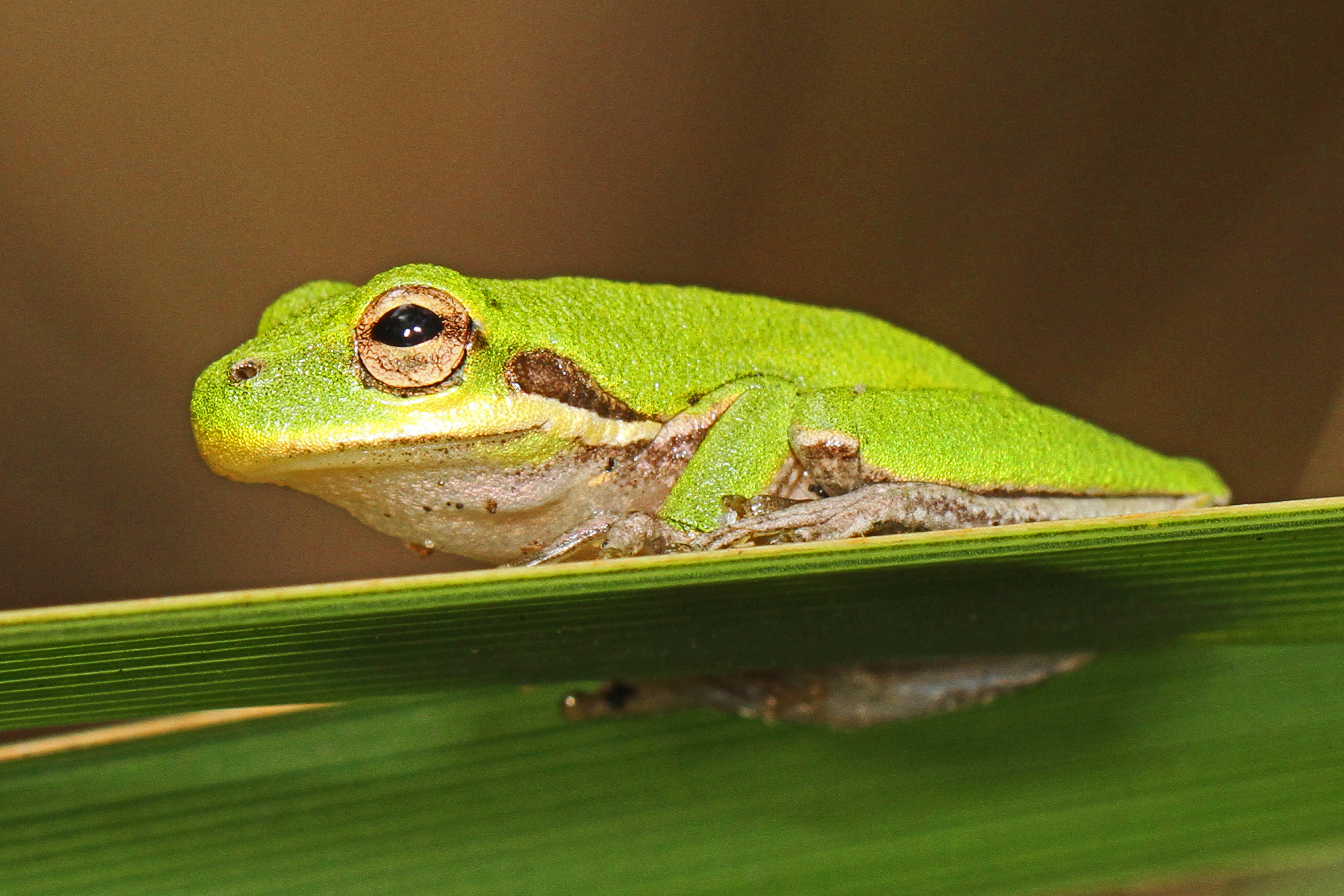
Dryophytes squirellus im Okaloacoochee Slough Wildlife Management Area, Florida, USA
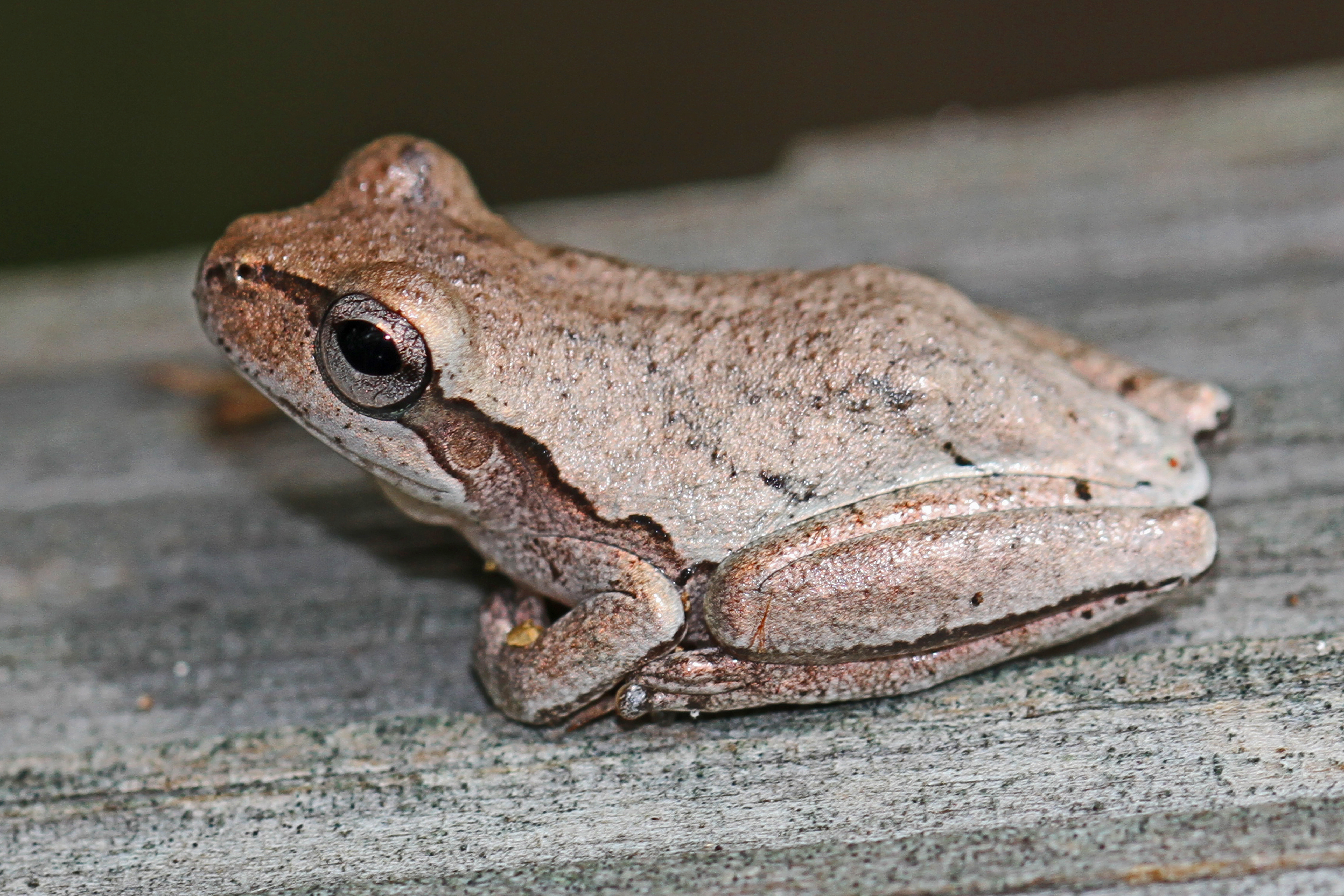
Dryophytes femoralis im Okeefenokee National Wildlife Refuge, Georgia, USA
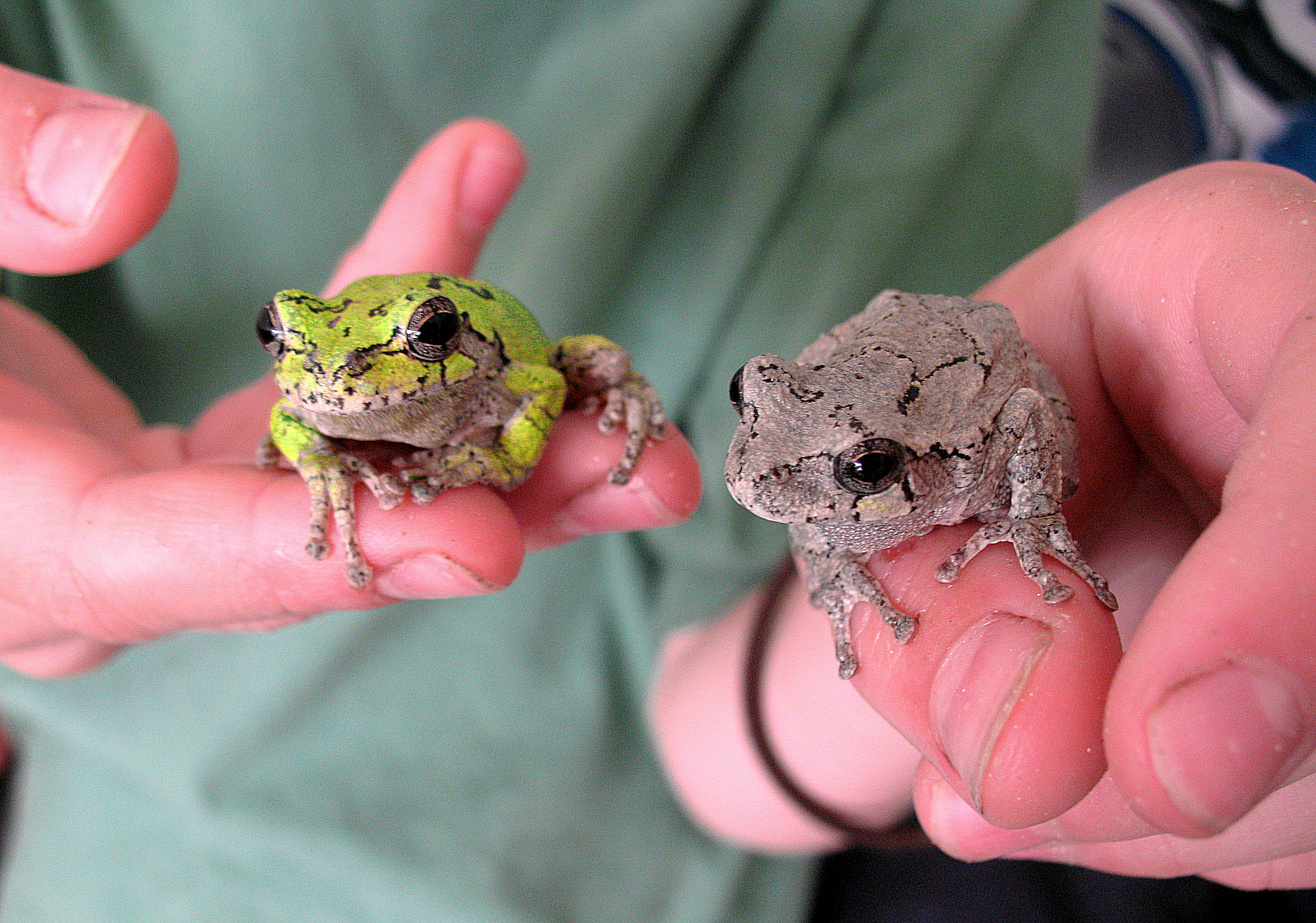
Zwei unterschiedlich gefärbte Männchen von Dryophytes versicolor
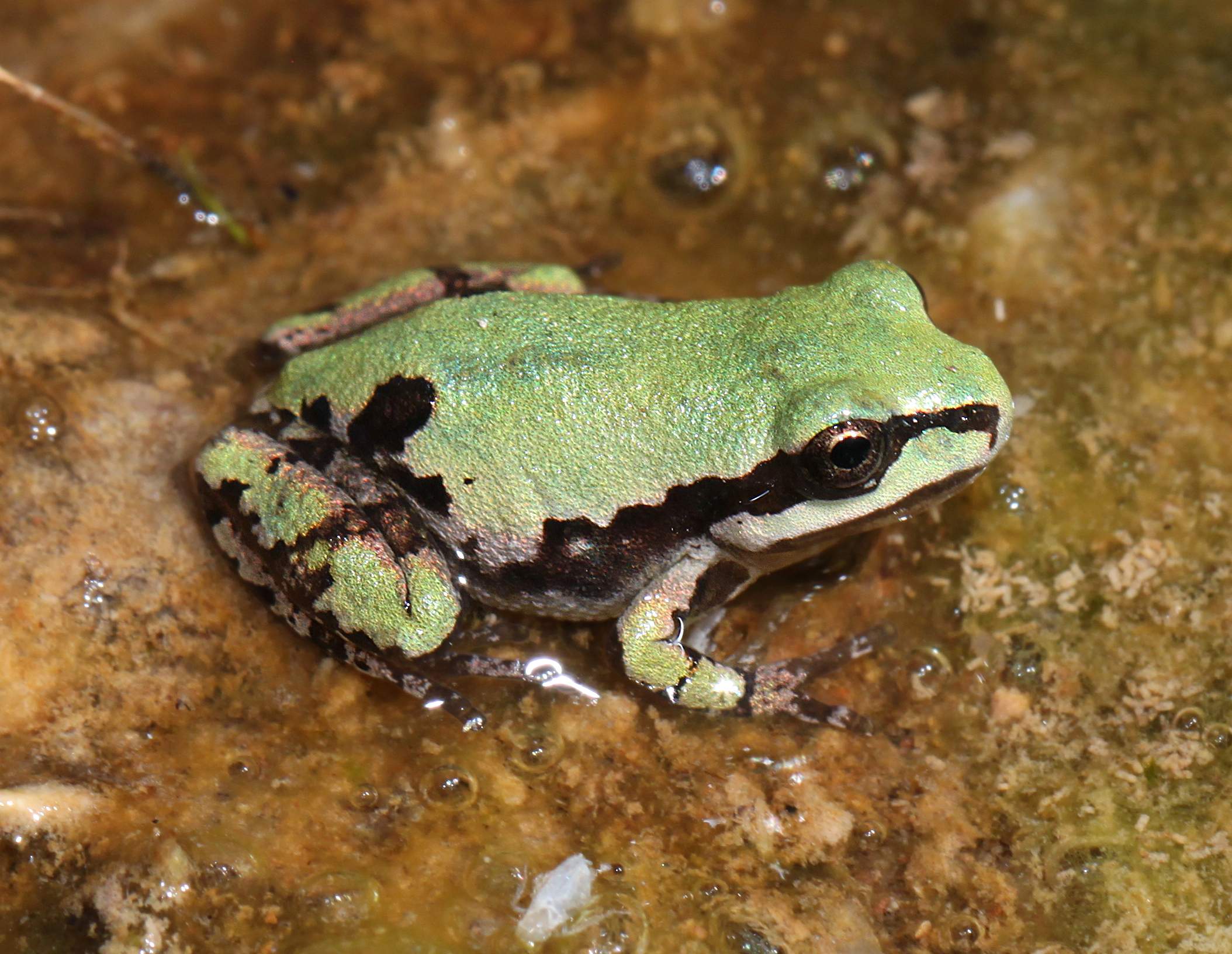
Dryophytes wrightorum Arizona, USA
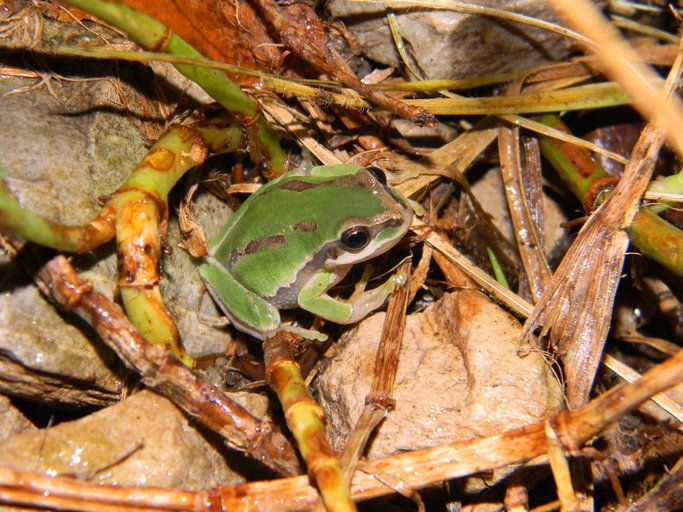
Dryophytes walkeri aus Mexiko